# Ausgleich

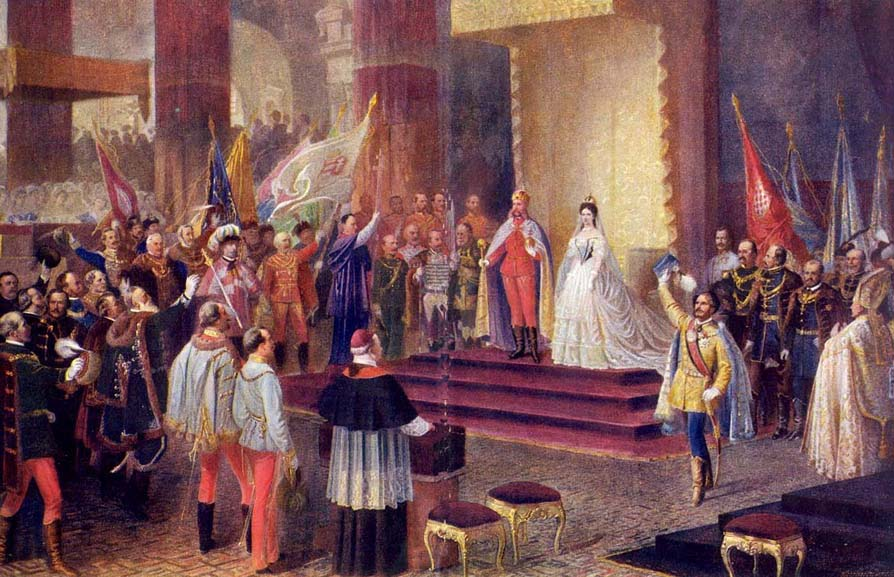
Incoronazione di Francesco Giuseppe I ed Elisabetta come Re e Regina d'Ungheria, avvenuta l'8 giugno 1867 nella chiesa di Mattia a Buda, capitale dell'Ungheria

Il compromesso austro-ungarico (Österreichisch-Ungarischer Ausgleich), noto anche come Ausgleich (lett. "compenso" o "appianamento" in tedesco, pronuncia /ˈaʊ̯sˌɡlaɪ̯ç/; in ungherese kiegyezés, pronuncia /ˈkiɛʝɛzeːʃ/), è la riforma costituzionale promulgata il 12 giugno 1867 dall'imperatore d'Austria Francesco Giuseppe, con la quale l'Ungheria otteneva una condizione di parità con l'Austria all'interno della monarchia asburgica, segnando il passaggio dall'Impero austriaco all'Impero austro-ungarico.

## L'accordo
L'Ausgleich fu istituito dopo la sconfitta subita dall'Impero d'Austria nella guerra del 1866 contro la Prussia (e i suoi alleati tedeschi) e l'Italia, a causa del ridimensionamento internazionale dell'Austria e delle crescenti tensioni interne, soprattutto magiare, che avrebbero potuto compromettere l'esistenza stessa dell'Impero. Le trattative iniziarono nel 1865 e furono condotte a buon fine dopo la guerra da Friedrich Ferdinand von Beust per l'Austria e da Ferenc Deák e Gyula Andrássy per l'Ungheria.
In base all'Ausgleich si venne a creare una duplice monarchia formata da due Stati distinti, la Cisleitania e la Transleitania, con costituzioni, parlamenti e governi distinti. In Austria venne costituito un parlamento democratico. Le due entità mantenevano in comune la stessa dinastia regnante e tre ministeri, Esteri, Esercito e Marina, e Finanze; in più mantenevano un'unione doganale.
Sulle questioni economiche e finanziarie erano previsti accordi decennali rinnovabili. Le spese comuni furono stabilite inizialmente nella proporzione del 70% dell'Austria e del 30% dell'Ungheria. L'Augsleich veniva rinnovato ogni dieci anni per regolare le questioni finanziarie e commerciali. Questo accordo permise all'Impero asburgico di consolidarsi e di sopravvivere altri cinquant'anni.

## Critiche
L'accordo non risolse il problema etnico: la duplice monarchia mantenne su un livello piramidale le varie popolazioni dell'impero multi-etnico, ponendo al vertice solo i tedeschi e gli ungheresi, mettendo in minoranza le popolazioni slave e romanze. Infatti, in base al ristretto suffragio censitario presente in entrambe le entità statali, i tedeschi ottennero il 67% dei seggi nel parlamento di Vienna e i magiari il 90% di quello di Budapest, anche se entrambe le popolazioni non superavano il 40-50% nei rispettivi Stati.
Francesco Ferdinando d'Asburgo-Este - sostenitore, nella famiglia imperiale, di un "trilateralismo" che includesse gli slavi tra le popolazioni a rango superiore, a fianco degli austriaci e degli ungheresi - aveva il seguente parere riguardo all'Ausgleich.
(Costanzo Rinaudo, Rivista storica italiana, Volume 73)
Un diverso tipo di critica è quello avanzato da Robert Musil: 
Non era fatto di una parte austriaca e di una parte ungherese che, come si potrebbe credere, si completavano a formare un tutto, ma di un tutto e di una parte, cioè di un concetto statale ungherese e di un concetto statale austroungarico, e quest'ultimo stava di casa in Austria, per cui il concetto statale austriaco era in fondo senza patria.
L'austriaco esisteva soltanto in Ungheria, sotto forma di avversione; a casa sua si dichiarava suddito dei regni e dei paesi della Monarchia austroungarica rappresentati alla Camera, che sarebbe come dire un austriaco più un ungherese meno quest'ungherese; e non lo faceva per entusiasmo, ma per amore di un'idea che gli ripugnava, perché non poteva soffrire gli ungheresi, così come gli ungheresi non potevan soffrire lui, cosicché la faccenda diventava ancor più complicata.
Molti perciò si definivano semplicemente polacchi, cèchi, sloveni o tedeschi, e questo produceva ulteriori divisioni.»
(R. Musil, L'uomo senza qualità, Torino, 1972, p. 162)
Questa constatazione era alla base dell'invenzione dell'azione parallela, su cui incentra l'inizio de L'uomo senza qualità: si tratta di un misterioso progetto in previsione del settimo decennale di regno di Francesco Giuseppe. Con un anticipo di cinque anni sulla scadenza del 1918, la frenetica attività amministrativa - descritta sarcasticamente dall'autore - non è in grado di definire i contenuti stessi dell'avvenimento progettato: esso si connota solo per la sua conclamata duplicità, pari appunto alla duplice natura della burocrazia imperial-regia.